# Alkedo
L'Alkedo è un'antica imbarcazione imperiale romana che naufragò nel I secolo d.C., scoperta nel 1998 durante un progetto di costruzione a Pisa.

## Scoperta
Nel 1998 iniziò la costruzione di un centro di controllo della linea ferroviaria Roma-Genova in prossimità di Pisa San Rossore. Nel corso dei lavori furono scoperti una serie di relitti di circa trenta navi, tra cui l'Alkedo.

## Caratteristiche

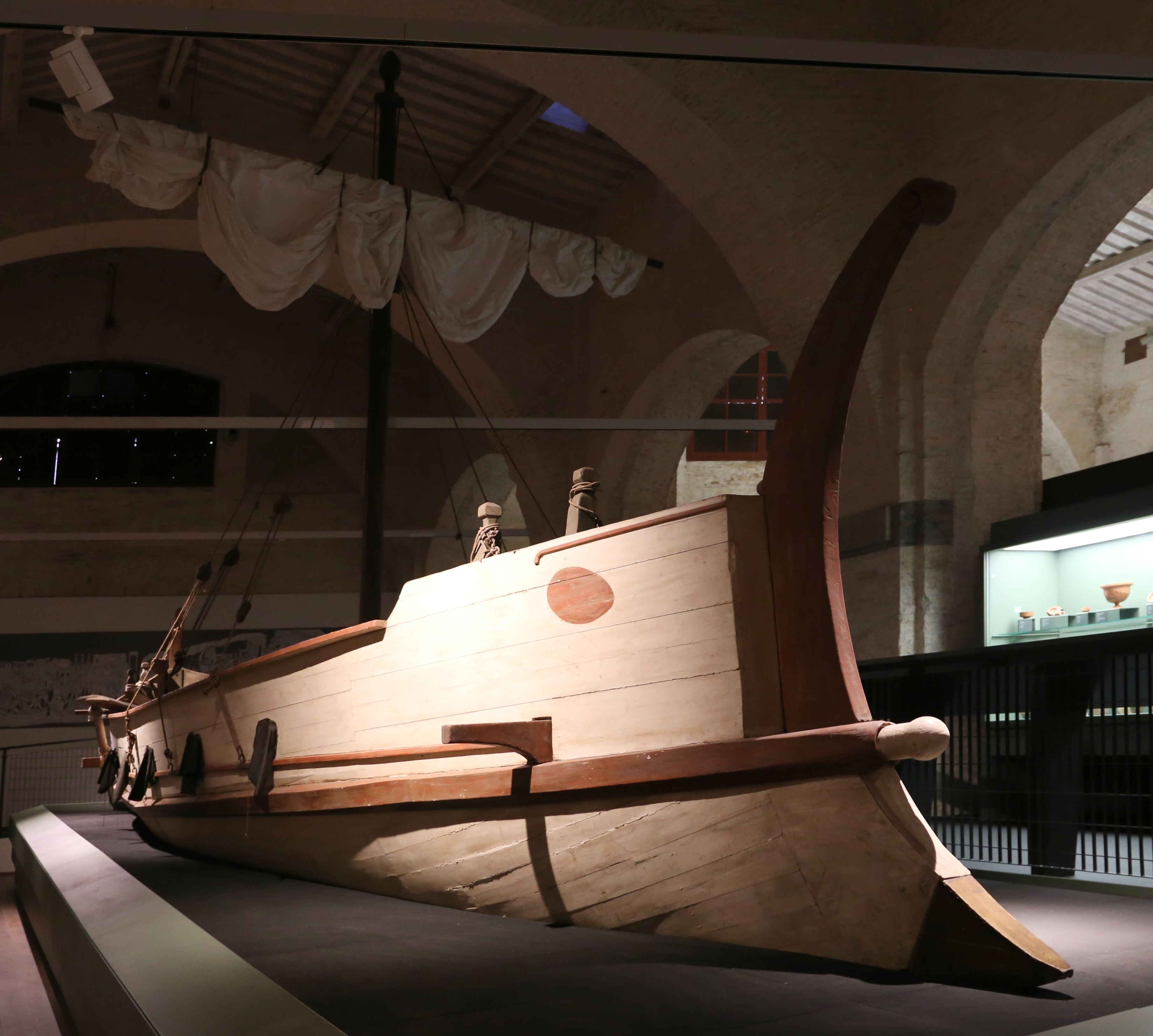
Replica dellAlkedo al Museo delle Navi Antiche di Pisa

Costruito in legno di leccio e pino, con un inserto nella prua in rovere, l'Alkedo era vogato da dodici rematori e utilizzato come imbarcazione da diporto. Lo scafo quasi intatto della nave è stato conservato abbastanza bene da poter distinguere l'iscrizione su una tavoletta inchiodata su uno dei banchi del vogatore, che riporta le cinque lettere che compongono la parola "ALK (E) DO". Tradotto dal latino significa "gabbiano" e si pensa sia il nome della nave. Tracce di rosso e bianco erano visibili sui lati esterni della nave durante lo scavo, il che indica che un tempo era dipinta. È esposta accanto a una replica a grandezza naturale nel museo delle navi antiche di Pisa.